# 淑儀鄭氏 (朝鮮宣祖)
淑儀鄭氏（1564年—1580年），朝鮮宣祖的後宮嬪御，本貫東萊鄭氏，祖父為鄭漢龍，外祖為尹忭，父為鄭純禧，母為尹氏（本貫海平）。

## 生平
鄭氏在宣祖13年6月入宮為淑儀，卻在數月後，11月3日於宮外私宅病逝。墓誌銘記載她得年17歲（虛歲），由此推斷她可能是生於明宗19年（1564年），另一說為明宗17年（1562年），不過來源不詳。
然而實錄亦記載11月1日，淑儀鄭氏因產病於宮外去世
。就目前資料無法判斷兩者是否為同一人，不過同姓同階級的後宮，於同年同月，且都是在宮外去世的機率應該可以說是微乎其微。

## 附註
1. ↑  《宣祖實錄》14卷，宣祖13年（1580年 / 庚辰年 / 明萬曆8年）5月26日（甲午）
  - 甲午/前主簿鄭純禧、承訓郞洪汝謙、訓鍊習讀閔士俊女子，選入淑儀。
2. ↑  《宣祖實錄》14卷，宣祖13年（1580年 / 庚辰年 / 明萬曆8年）11月3日（己巳）
  - 鄭淑儀卒。
3. ↑  《淑儀鄭氏墓誌銘》……其卒在十一月三日己巳，得年僅十有七。……
4. ↑  《宣祖修正實錄》14卷，宣祖13年（1580年 / 庚辰年 / 明萬曆8年）11月1日（丁卯）
  - 朔丁卯/淑儀鄭氏卒。祖宗壼法太嚴，後宮懷孕，則送還外宅解娩。至是金氏、鄭氏，連以産病不救，上疑治療不謹，仍著令，後宮有孕，得於闕內待産，自此始。